# Křesťanský punk
Křesťanský punk je křesťansky orientovaný podžánr punk rocku. Velké neshody přetrvávají o hranicích žánru. Rozsah, v němž jsou jejich texty výslovně křesťanské, se mezi jednotlivými skupinami liší. Například hudební skupina The Crucified výslovně odmítla být klasifikována jako křesťanský punk, avšak zůstala součástí křesťanského hudebního průmyslu.
Vzhledem k povaze punku a některých jeho podžánrů, jako je hardcore punk, bylo mnoho kapel odmítnuto křesťanským a CCM (Contemporary Christian Music - současná křesťanská hudba) hudebním průmyslem. Některé kapely se obecně vyhýbají explicitní zmínce o Bohu nebo Ježíši. Podobně některé hudební skupiny výslovně odmítají štítek CCM nebo vyjadřují opovržení touto oblastí hudebního průmyslu.

## příběh

### 1980s
Počátky křesťanského punku v 80. letech jsou poněkud nejasné. Vzhledem k tomu, že z Hnutí Ježíše vznikly kulturní instituce, jako je Jesus People USA (JPUSA), sloužily tyto jako inkubátor pro různé křesťanské subkultury, včetně punku, částečně prostřednictvím štítku JPUSA Grrr Records. Crashdog je charakteristická punková kapela, která má kořeny v JPUSA. V 80. letech vystoupilo mnoho kapel v kapli pastora Chucka Smitha v Orange County v Kalifornii. Jedna skupina oblíbená u fanoušků kultu byla Undercover (skupina), která hlásala „Boží pravidla“ kombinací rockabilly a prvků hardcoru. Další vlivnou ranou skupinou byli Altar Boys. Ukřižovaný a (v menší míře) kruh prachu a půlnoci byli hlavními aktéry křesťanského proto-punku. Scaterd Fews také získal popularitu během 80. let a je obecně považován za první americkou křesťanskou punkovou kapelu.

### 1990s
V průběhu 90. let se undergroundová scéna rozrůstala o kapely jako MxPx, Ghoti Hook, Squad Five-O, Valuee Pack, The Huntingtons, Slick Shoes, Dogwood, Pocket Change (punková kapela), Officer Negative a Headnoise silně ovlivněné mnoha jeho vrstevníky a vydláždil cestu mnoha kapelám, které měly následovat.

### 2000s
V 21. století se evoluce křesťanského punku rozšířila. Skupiny jako Rufio, Relient K, Hawk Nelson, FM Static, Flatfoot 56, Stellar Kart a This Providence byly oblíbené u běžného publika.

### Christian punk v Latinské Americe
Když mluvíme o křesťanském punku, dochází nejen k tomuto hnutí v USA, ale také se zrodilo v Latinské Americe v 90. a 00. letech. Narodilo se několik reprezentativních skupin žánru. Ve kterých se projevují anarchistické ideologie nebo se socialisté mísí s křesťanstvím. Existuje několik protináboženských a protivládních křesťanských punkových skupin s písněmi zaměřenými na sociální oblasti, například: Siervos inútiles, Kontrakorriente, Chapulines.
Existují další, jako jsou: Pohlednice mého psa, Güesos fleshy nebo Dios Kon Noxotrox, kteří mají jiný způsob myšlení. 

## móda

Móda je podobná běžné punkové módě, ale vyznačuje se použitím křesťanských symbolů, jako je Ichtus, kříž, trnová koruna, symbol JCHC a podobné symboly, jako je Chi Rho. Tento symbol používají také křesťanští pankáči, skupina Dios Kon Noxotrox v Latinské Americe, která jej symbolicky používá jako hlavní logo na památku všech křesťanů zabitých a pronásledovaných Římem. 

V Evropě je nejpoužívanějším symbolem upravená verze symbolu anarchie. Je oblíbeným symbolem mezi anarchokřesťany. Skupiny jako The PsalteRs to používají. tvořená řeckými znaky „A“ a „Ω“. Tato dvě řecká písmena „Alfa“ a „Omega“ (začátek a konec řecké abecedy) jsou převzata z Bible a při použití i v křesťanském umění symbolizují, že Bůh je věčný, všudypřítomný a dárce a příjemce života. Symbol je vizuální hra o symbolické anarchii, ale s jiným významem, pokud jde o záměr.